# Krivdino
Krivdino (în rusă Кривдино) este o localitate rurală (un sat) din așezarea rurală Bavlenskoye, districtul Kolchuginsky, regiunea Vladimir, Rusia. Populația era de 2 locuitori începând din 2010.  Există 2 străzi.

## Geografie
Satul este situat pe Râul Ilmovka, 5 km sud de Bavleny, 21 km nord-est de Kolchugino.